# Orthoclydon
Orthoclydon is een geslacht van vlinders van de familie spanners (Geometridae), uit de onderfamilie Larentiinae.

## Soorten
- O. chlorias Meyrick, 1883
- O. praefectata Walker, 1861
- O. pseudostinaria Hudson, 1928